# Конституція Грузії
Конституція Грузії — основний закон Грузії, ухвалений 24 серпня 1995 і переглянутий 15 жовтня 2010.

## Основні параметри
Конституція Грузії — єдиний Закон, який має вищу юридичну силу, пряму дію і верховенство на всій території Грузії політико-правовий акт, за допомогою якого народ заснував основні принципи устрою суспільства і держави, визначив суб'єкти державної влади, механізм її здійснення, закріпив  права, які охороняються державою, свободи та обов'язки людини і громадянина.